# Betárcsázós internet-hozzáférés
A betárcsázós internet-hozzáférés  (angolul dial-up) egy olcsó, de lassú formája az internetelérési lehetőségeknek, ahol a felhasználó telefonvonalra csatlakozó modemen keresztül tárcsázza az internetszolgáltatóját, így 2 modem között jön létre kapcsolat, amelyet aztán az internetre irányítanak. Ez a fajta internetkapcsolódási módszer Európában és Amerikában már elavultnak számít, köszönhetően az azóta elterjedt fejlettebb internet elérési módoknak, ennek ellenére ott még mindig használják, ahol nem jutnak gyorsabb kapcsolódási technológiához. Magyarországon 1997 óta volt elérhető. 2001-től kezdve szorította ki a gyorsabb ADSL és a kábeltelevíziós hálózatokon továbbított szélessávú technológiájú internet szolgáltatás. A legkorszerűbb pedig az üvegszálas kábelekkel kiépített rendszer.